# Gant-Wevelgem 1996
La Gant-Wevelgem 1996 fou la 58a edició de la cursa ciclista Gant-Wevelgem i es va disputar el 10 d'abril de 1996 sobre un recorregut de 208 km. El vencedor fou el belga Tom Steels (Mapei-GB), que s'imposà a l'esprint en un nombrós grup. Els italians Giovanni Lombardi (Polti) i Fabio Baldato (MG Maglificio) completaren el podi. Cal destacar la greu lesió que patí el belga Wilfried Nelissen, amb fractura del fèmur i la tíbia dreta.

## Classificació final
|    | Cilista                 | Equip                       | Temps      |
| -- | ----------------------- | --------------------------- | ---------- |
| 1  | Tom Steels (BEL)        | Mapei-GB                    | 4h 53' 00" |
| 2  | Giovanni Lombardi (ITA) | Polti                       | m. t.      |
| 3  | Fabio Baldato (ITA)     | MG Maglificio-Technogym     | m. t.      |
| 4  | Lars Michaelsen (DEN)   | Festina-Lotus               | m. t.      |
| 5  | Léon van Bon (NED)      | Rabobank                    | m. t.      |
| 6  | Bruno Boscardin (SUI)   | Festina-Lotus               | m. t.      |
| 7  | Massimo Strazzer (ITA)  | Brescialat                  | m. t.      |
| 8  | Johan Capiot (BEL)      | Collstrop-Lystex            | m. t.      |
| 9  | Andrei Txmil (UKR)      | Lotto-Isoglass              | m. t.      |
| 10 | Silvio Martinello (ITA) | Saeco-AS Juvenes San Marino | m. t.      |